# 西堀幸恵
西堀 幸恵（にしぼり さちえ、1978年7月30日 - ）は、日本の元女子プロレスラー。本名同じ。神奈川県横浜市出身。コルバタを得意技とする。
私生活では、同じくI.W.A.JAPAN出身の覆面レスラーと結婚し、子供を２人もうけている。

## 経歴・戦歴
- 1997年3月10日 I.W.A.JAPANの千葉・館山市民センター大会vs元川恵美戦でデビュー。
- 1997年、先輩である元川恵美とともに経営難による大量離脱で選手不足に悩む全日本女子プロレスへIWAジャパン在籍のまま参戦、ツアーにも同行する。 12月12日、中西百重と全日本シングル王座を争うが、敗れて王座獲得ならず。
- 1999年9月26日、後楽園ホールで引退セレモニー。